# ボク、運命の人です。
『ボク、運命の人です。』（ぼく うんめいのひとです）は、日本テレビ系で2017年4月15日から6月17日まで毎週土曜22時 - 22時54分に放送されたテレビドラマである。主演は亀梨和也。

## 概要
主人公の正木誠が、ヒロインの湖月晴子に振られながらも彼女を運命の人と信じ、自称・神を名乗る謎の男の助言を受けながら告白をし続けるラブコメディ。
日テレ系『土曜ドラマ』枠が21時台から22時台に引っ越しての第1弾作品。亀梨と山下智久が、同じ土曜ドラマ枠だった『野ブタ。をプロデュース』以来約12年ぶりのタッグ「亀と山P（修二と彰を参照）」を組んで主題歌を担当する。ドラマのエンディングでは同曲に合わせて、亀梨、山下、木村文乃の3人が「ボク運ダンス」を披露する。
土曜22時台に日本テレビ制作のテレビドラマが組まれるのは『傷だらけの天使』（1974年 - 1975年）以来42年ぶりとなった。

## キャスト

### 主要人物
正木 誠（まさき まこと）〈29〉
演 - 亀梨和也
本作の主人公。恋に不器用であるが、謎の男と出会い、晴子を運命の人と信じるようになる。ウェルカムウォーター社でウォーターサーバーの営業をしている。
湖月 晴子（こげつ はるこ）〈29〉
演 - 木村文乃
本作のヒロイン。誠の隣の会社・スワローマーケティングス社で働く女性。現実的で運命を信じぬ性格。
正木 一郎 / 謎の男
演 - 山下智久
未来から来た誠と晴子の息子。自称「神様」。30年後、地球に衝突する隕石を軌道上から逸らす発明をするが、あと一歩間に合わず地球滅亡を阻止するべく、両親の結婚を早めるために誠の運命の恋を後押しする。

### 晴子の関係者
定岡 光圀〈29〉
演 - 満島真之介
晴子の同級生。紅友物産の社員として晴子と数年ぶりに再会する。
四谷 三恵〈29〉
演 - 菜々緒
晴子の親友で同僚。
鳩崎 すみれ〈48〉
演 - 渡辺江里子（阿佐ヶ谷姉妹）
晴子の会社の社長。
湖月 大地〈55〉
演 - 杉本哲太
晴子の父。ヨツバ化成 総務部 施設管理担当課長。
湖月 善江〈54〉
演 - 石野真子
晴子の母。

### 誠の関係者
葛城 和生 (かつらぎ)〈30〉
演 - 澤部佑 （ハライチ）
誠の同期。
宇久森 みどり〈24〉
演 - 岡野真也
誠の同僚。
関原 卓〈42〉
演 - 大倉孝二
誠の同僚。
烏田 翔吉〈49〉
演 - 田辺誠一
誠の上司。

### その他
園田 双六
演 - 村杉蝉之介
晴子達の通っている居酒屋「エデン」の店長。
富田
演 - あかつ
ちゃんこ「富田」の店主。

### ゲスト
大寒山関
演 - HIRO（安田大サーカス）（第5話）
元小結。
国枝 節郎
演 - 加藤諒 （第8話）
ヨツバ化成 総務部 施設管理担当社員（大地の部下）。「中澤ボクシングジム」練習生。
中澤
演 - 渡辺哲 （第8話）
「中澤ボクシングジム」会長。
藤岡 映美
演 - 吉井怜（第7・10話）
ジュエリーショップの店員。烏田が誠に伝授した（ハンバーグに例えた）指輪のイメージを的確に理解し、ぴったりの商品を提供する。
藤岡 心美
演 - 早坂ひらら（第10話）
映美の娘。街で誠と偶然に出会う。まだ幼いが、海外のピアノコンクールに招待されるほどの腕前。

## スタッフ
- 脚本 - 金子茂樹
- 音楽 - 林ゆうき
- 主題歌 - 亀と山P「背中越しのチャンス」（ジェイ・ストーム）
- チーフプロデューサー - 西憲彦
- プロデューサー - 福井雄太、下山潤（日活）
- 演出 - 佐久間紀佳、小室直子、猪股隆一、高橋朋広
- 制作協力 - 日活
- 製作著作 - 日本テレビ

## 放送日程
| 各話                                                                       | 放送日  | ラテ欄                                   | 演出       | 視聴率 |
| -------------------------------------------------------------------------- | ------- | ---------------------------------------- | ---------- | ------ |
| 第1話                                                                      | 4月15日 | 壁越しの運命。見知らぬ二人、奇跡の恋開幕 | 佐久間紀佳 | 12.0%  |
| 第2話                                                                      | 4月22日 | 恋のライバル急接近 勝利の為に金稼げ!?    | 佐久間紀佳 | 09.6%  |
| 第3話                                                                      | 4月29日 | 恋敵がプロポーズ!? 奇跡呼ぶ魔法の音楽    | 小室直子   | 09.2%  |
| 第4話                                                                      | 5月06日 | 恋のニンジン大作戦 成功率0%の告白!?      | 佐久間紀佳 | 09.8%  |
| 第5話                                                                      | 5月13日 | まさかの急接近! 初デート&初○○…?          | 小室直子   | 09.1%  |
| 第6話                                                                      | 5月20日 | 二人きりの部屋。涙する彼女。彼の決断     | 佐久間紀佳 | 09.5%  |
| 第7話                                                                      | 5月27日 | 起こせサプライズ! 奇跡の指輪の渡し方     | 猪股隆一   | 08.6%  |
| 第8話                                                                      | 6月03日 | 彼女の父が大激怒!? 目指せ結婚逆王手!     | 高橋朋広   | 08.2%  |
| 第9話                                                                      | 6月10日 | さよなら神様…。僕と彼女の最終試験        | 猪股隆一   | 09.2%  |
| 最終話                                                                     | 6月17日 | 全ての奇跡はこの日の為に! 運命の結末     | 佐久間紀佳 | 09.7%  |
| 平均視聴率9.5%（視聴率はビデオリサーチ調べ、関東地区・世帯・リアルタイム） |         |                                          |            |        |

- 第1話は、22時 - 23時8分の14分拡大放送。

## 受賞
- 第21回日刊スポーツ・ドラマグランプリ[16]
  - 作品賞
  - 主演男優賞（亀梨和也）
  - 助演男優賞（山下智久）
  - 助演女優賞（木村文乃）

## 関連商品
- CD
  - ドラマ「ボク、運命の人です。」オリジナル・サウンドトラック、 2017年5月31日発売、JAN 4988021819541、バップ
- Blu-ray BOX&DVD BOX
  - 2017年10月4日発売、JAN 4988021715461  / JAN 4988021146371、バップ